# Aign (Schweitenkirchen)
Aign ist ein Gemeindeteil von Schweitenkirchen im oberbayerischen Landkreis Pfaffenhofen an der Ilm. 

## Geographie
Die Einöde liegt circa drei Kilometer nördlich von Schweitenkirchen und ist über die Kreisstraße PAF 23 zu erreichen.

## Geschichte
Aign wurde am 1. Mai 1978 als Gemeindeteil der zuvor selbstständigen Gemeinde Geisenhausen im Rahmen der Gemeindegebietsreform nach Schweitenkirchen eingegliedert.